# ドリスの恋愛妄想適齢期
『ドリスの恋愛妄想適齢期』（原題: Hello, My Name Is Doris）は2015年にアメリカ合衆国で製作されたコメディ映画である。監督はマイケル・ショウォルター、主演はサリー・フィールドが務めた。
日本国内では、劇場未公開のまま2016年10月12日にDVDスルーと発売された。

## あらすじ
ドリス・ミラーは会社に新しく配属されてきた青年、ジョン・フレモントを見た瞬間、雷に撃たれたような衝撃を受ける。年の離れた青年に一目ぼれしたドリスは ロズの孫の協力を得て、慣れないインターネットを使って必死で恋愛に関する情報を集めた。ドリスはジョンがよく行く場所に張り込み、ついに言葉を交わすことに成功する。ドリスは新たな人生を始めることに成功したが、それが周囲との軋轢を生んでしまう。

## キャスト
- サリー・フィールド - ドリス・ミラー（吹替：高島雅羅）
- マックス・グリーンフィールド - ジョン・フレモント（吹替：子安武人）
- ベス・ベアーズ - ブルックリン（吹替：御沓優子）
- ウェンディ・マクレンドン=コーヴィ - シンシア（吹替：兼田奈緒子）
- スティーヴン・ルート - トッド
- エリザベス・リーサー - エドワーズ博士
- タイン・デイリー - ロズ
- ピーター・ギャラガー - ウィリー・ウィリアムズ（吹替：あべそういち）
- ナターシャ・リオン - サリー
- クメイル・ナンジアニ - ナシル
- カイル・ムーニー - ナイルズ
- リッチ・ソマー - ロバート
- レベッカ・ウィソッキー - アン
- イザベラ・エイカーズ - ヴィヴィアン
- エイミー・オクダ - デス
- アンナ・アカナ - ブロガー

## 製作
2014年4月18日、マックス・グリーンフィールドが本作に出演すると報じられた。5月28日、サリー・フィールドとベス・ベアーズの出演が決まった。6月27日、ナターシャ・リオン、ウェンディ・マクレンドン=コーヴィら残りのキャストが確定した。7月11日、人気ユーチューバーのアンナ・アカナが本作に出演すると報じられた。

## 公開
2015年3月14日、本作はサウス・バイ・サウスウエスト映画祭で初めて公開された。その直後、ロードサイド・アトラクションズが本作の北米配給権を購入した。5月1日にはモンクレール映画祭での上映が行われた。

## 興行収入
2016年3月11日、北米4館で本作の限定公開が始まり8万4986ドルを稼ぎ出した。翌週から徐々に公開規模が拡大している。

## 評価
本作は批評家から高く評価されている。映画批評集積サイトのRotten Tomatoesには65件のレビューがあり、批評家支持率は85%、平均点は10点満点で6.9点となっている。サイト側による批評家の意見の要約は「事態の急展開の描き方がステレオタイプに過ぎる。しかし、サリー・フィールドの印象に残る演技のおかげで『ドリスの恋愛妄想適齢期 』の質が極めて高いものになった。」となっている。また、Metacriticには23件のレビューがあり、加重平均値は62/100となっている。
本作はサウス・バイ・サウスウェスト映画祭で観客賞を受賞した。